# La Gargallosa (Abella de la Conca)

La Gargallosa, respecte del terme d'Abella de la Conca

La Gargallosa és un indret i partida del terme municipal d'Abella de la Conca, a la comarca del Pallars Jussà.
Està situat al nord-est d'Abella de la Conca, en el costat de llevant de la vall del barranc de la Vall i a la dreta del riu d'Abella. Es troba al vessant nord-occidental del Bony de Calama, i constitueix la riba dreta de la llau de la Gargallosa. És al sud-est de les Passades, a ponent del Coll d'Allí, al sud-est dels Feixancs i al nord-est de l'Obagueta del Roser.

## Etimologia
Indica Joan Coromines que Gargallosa és una forma derivada del nom de l'arbre de la gargalla, de l'ordre de les coníferes.